# Julie Klassen
Julie Klassen (geb. 1964) ist eine US-amerikanische Schriftstellerin. Sie schreibt historische Romane, speziell Regency Romance, und gewann dafür mehrere Christy-Awards.

## Leben
Julie Klassen arbeitete 16 Jahre lang im Verlagswesen, bevor sie sich seit 2009 ganz auf die Schriftstellerei konzentrieren konnte. Mit ihrem Mann und zwei Söhnen lebt sie in Minnesota (USA).
Sie liebt Jane Austens Werke und siedelt die Handlungen ihrer Romane daher ebenfalls in der Regency-Ära an.

## Ins Deutsche übersetzte Werke
- 2009: Die Lady von Milkweed Manor (Lady of Milkweed Manor, 2008)
- 2010: Das Geheimnis der Apothekerin (The Apothecary's Daughter, 2009)
- 2011: Das Schweigen der Miss Keene (The Silent Governess, 2010) – Christy Award for Historical Romance[1]
- 2012: Das Mädchen im Torhaus (The Girl in the Gatehouse, 2011) – Christy Award for Historical Romance[1]
- 2013: Die Magd von Fairbourne Hall (The Maid of Fairbourne Hall, 2012) – Christy Award for Historical Romance[1]
- 2013: Die Tochter des Hauslehrers (The Tutor's Daughter, 2013)
- 2014: Das Geheimnis des Tanzmeisters (The Dancing Master, 2014)
- 2015: Das Herrenhaus von Pembrooke Park (The Secret of Pembrooke Park, 2014) – Minnesota Book Award[1]
- 2015: Das Erwachen der Lady Mayfield (Lady, Maybe, 2015)
- 2016: Die Ehre der Sophie Dupont (The Painter's Daughter, 2015)
- 2017: Die Herberge von Ivy Hill (The Innkeeper of Ivy Hill, 2016)
- 2018: Die Frauen von Ivy Cottage (The Ladies of Ivy Cottage, 2017)
- 2019: Die Braut von Ivy Green (The Bride of Ivy Green, 2018)
- 2020: Das Geheimnis von Belle Island (The Bridge to Belle Island, 2019)
- 2021: Weihnachtsglück in Ivy Hill (An Ivy Hill Christmas, 2020)
- 2022: Gestrandet in Cornwall (A Castaway in Cornwall, 2020)
- 2023: Die Schatten von Swanford Abbey (Shadows of Swanford Abbey, 2021)
- 2023: Die Pension am Meer (The Sisters of Sea View, 2022)
- 2024: Ein Winter am Meer (A Winter by the Sea, 2023)
- 2025: noch nicht übersetzt (The Seaside Homecoming, 2024)

Die deutschen Ausgaben ihrer Bücher werden im Verlag SCM Hänssler verlegt.